# Friedrich Leitner (Wirtschaftswissenschaftler)
Friedrich Leitner (* 26. Januar 1874 in Wien, Österreich-Ungarn; † 3. Juli 1945 in Berlin) war ein deutscher Wirtschaftswissenschaftler und Hochschullehrer an der Humboldt-Universität Berlin.

## Leben
Friedrich Leitner besuchte zunächst die Handelsakademie in Wien und nach der Lehramtsprüfungen für Handelsschulen unterrichtete er 1898–1903 an der Höheren Handelsschule in Mainz. Bis 1906 lehrte er in Frankfurt am Main an der städtischen Handelslehranstalt und wurde auch Assistent an der dortigen Akademie für Sozial- und Handelswissenschaften. Dann wechselte er als Dozent an die neu gegründete Handelshochschule Berlin. Ab 1921 hielt er an der TH Berlin Vorlesungen und wurde dort 1925 zum Honorarprofessor ernannt.
Konrad Mellerowicz studierte zunächst bei Leitner, arbeitete dann mit ihm zusammen und wurde 1938 sein Nachfolger.
Leitner wird als Pionier der Betriebswirtschaftslehre bezeichnet. Er strebte einen systematischeren Aufbau der Bilanz eines Betriebes an, so dass aus ihr einfacher Zahlen zur betrieblichen Kostenrechnung und zur Einschätzung der Wirtschaftlichkeit des Betriebes gewonnen werden konnten. Die Verleihung des Promotionsrechts an die Handelshochschule Berlin im Jahre 1926 wurde von Leitner angeregt.
1944 erhielt er die Goethe-Medaille für Kunst und Wissenschaft sowie auf Vorschlag des OKW das Kriegsverdienstkreuz 2. Klasse.

## Werke (Auszug)
- Die Selbstkostenberechnung industrieller Betriebe, 1905
- Bilanztechnik und Bilanzkritik, 1911
- Privatwirtschaftslehre der Unternehmung, 1915
  - Wirtschaftslehre der Unternehmung. 9. Auflage 1930